# Panellus dichotomus
Panellus dichotomus är en svampart som beskrevs av Corner 1986. Panellus dichotomus ingår i släktet Panellus och familjen Mycenaceae.   Inga underarter finns listade i Catalogue of Life.